# Jacques Bernus

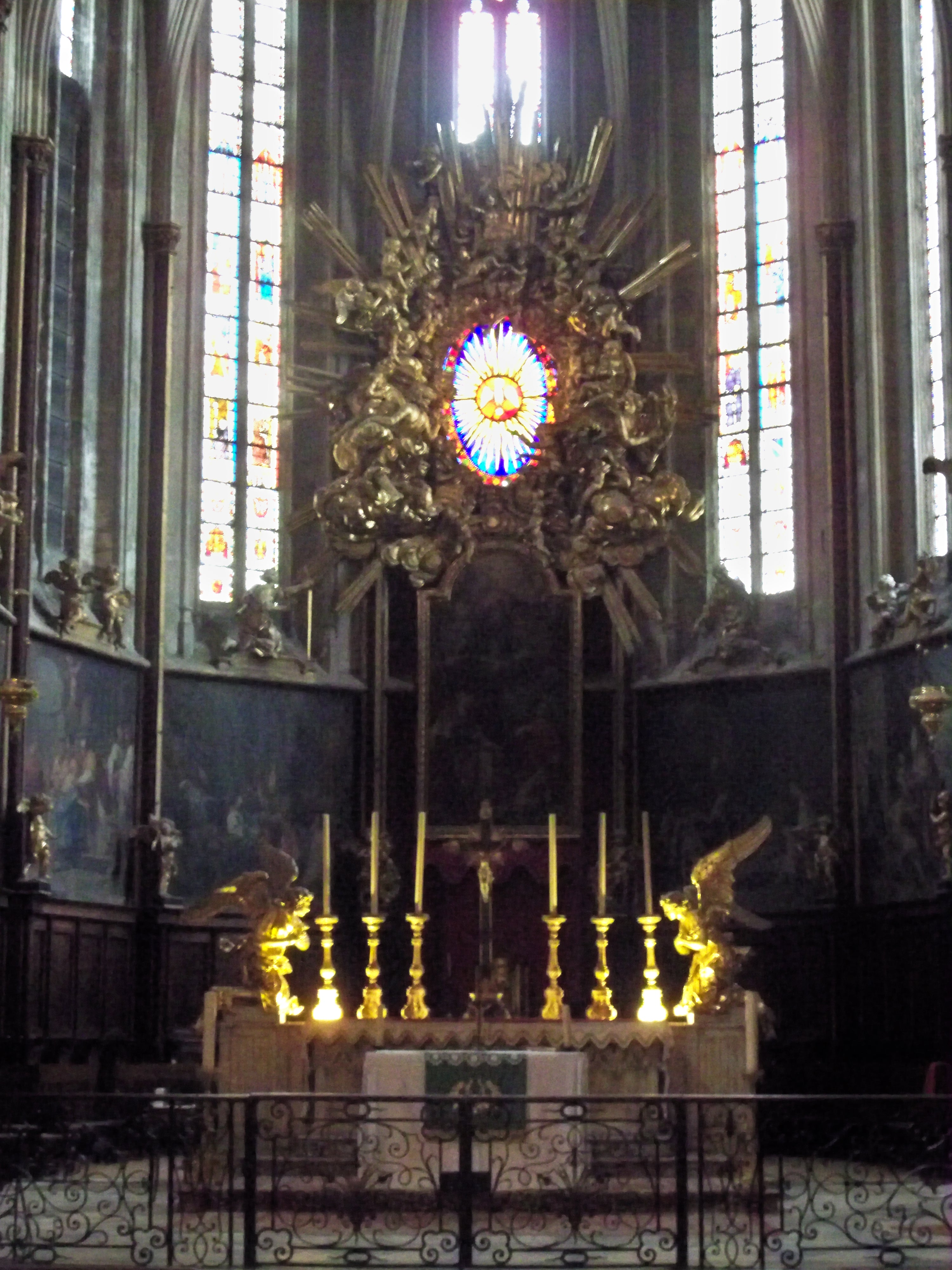
El altar y la gloria de madera dorada en la Catedral de San Siffrein de Carpentras, dos obras de Jacques Bernus.

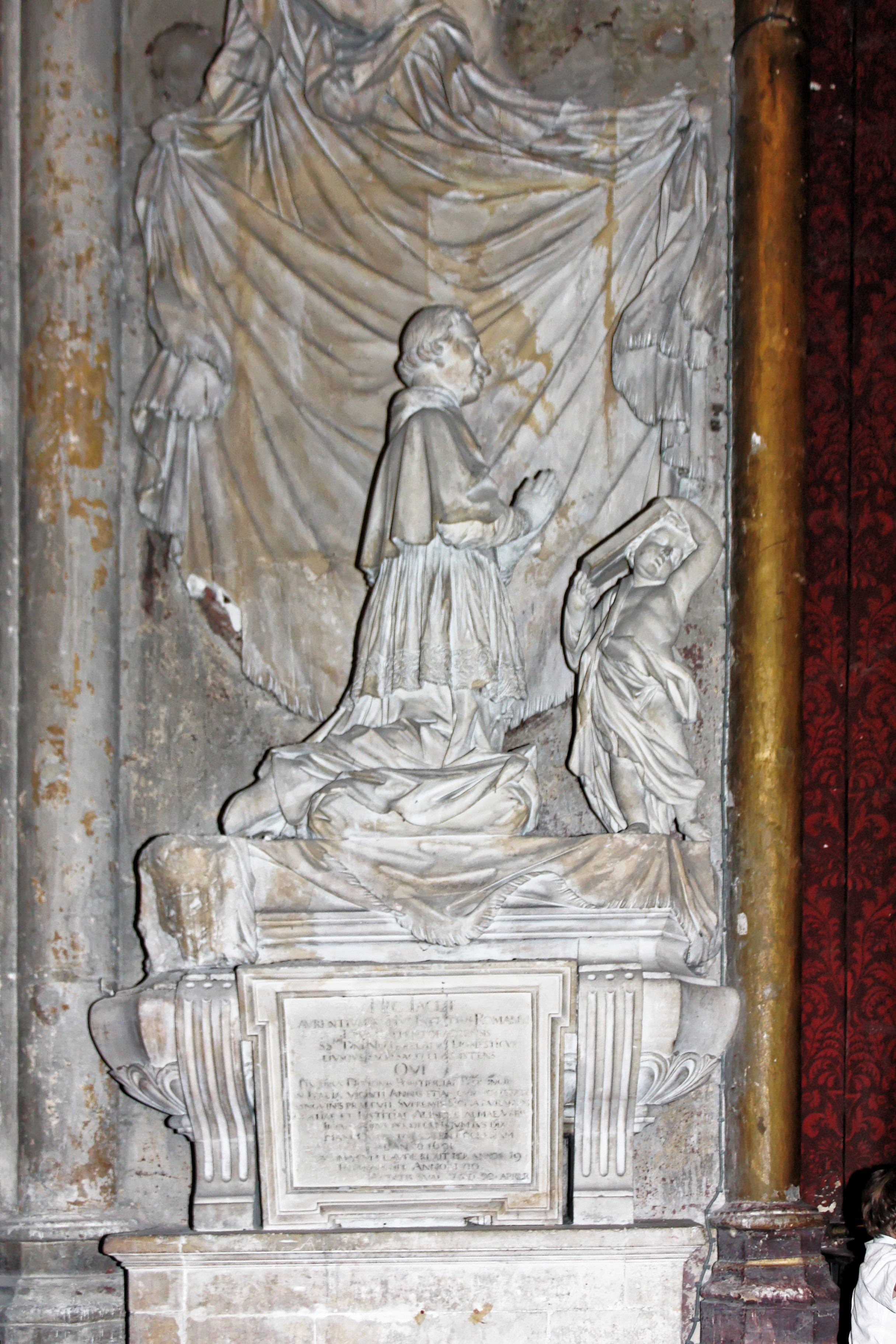
Tumba de Buti, en la Catedral de San Siffrein de Carpentras.

Jacques Bernus , nacido en Mazan (Vaucluse) el 15 de diciembre de 1650 y fallecido en la misma localidad el 25 de marzo de 1728, fue un escultor francés de arte religioso en estilo barroco.

## Datos biográficos
Jacques Bernus nació en Mazan en el Condado Venaissin, donde su padre, Noël Bernus, ejerció la profesión de escultor. Su madre, Marie Rey de Bédoin, tuvo diez hijos. Recibió formació artística de su padre y en los estudios de otros artistas, donde coincidió con otros estudiantes como Jean Péru, escultor aviñonés y Jean Dedieu escultor arlesino.
Se trasladó a Toulon para recibir formación en el taller del maestro Nicolas Levray, escultor en el arsenal de Toulon. Nicolas Levray, que era director del taller de escultura en el Arsenal, le propuso ser su sucesor. Jacques Bernus rechazó la proposición y prefirió regresar a su ciudad natal. Rechazó también el ofrecimientro de Laurent Buti, obispo de Carpentras de 1691 a 1710, de enviarle a Roma para perfeccionar su arte. Regresó a su tierra natal en 1668 moviéndose entre Aviñón, Orange, Carpentras y Mazan.

## Obras
En 1686, fue el encargado de la ejecución del monumento fúnebre de Monseñor Gaspard de Lascaris de Vintimille, obispo de Carpentras.
El periodo comprendido entre 1692 y 1708 fue el más productivo de su carrere. El obispo Laurent Bufy le confió la decoración del coro, el altar mayor, del sagrario con ángeles y Gloria de madera dorada y el santuario de la Catedral Saint-Siffrein de Carpentras (fr:), así como la propia tumba del obispo Buti labrada en mármol.
Jacques Bernus esculpió un gran número de estatuas, bustos, ángeles, tumbas y mobiliario eclesiástico para las iglesias de la región provenzal. Sus obras fueron ejecutadas principalmente en madera y fueron esencialmente de temática religiosa.
La sala de cine Le César de la villa de Apt, situado en la antigua capilla de la cofradía de los Penitentes Blancos, oculta tras la escena, un fresco así como algunos paneles de madera tallados por Jacques Bernus.
Desarrolló un estilo elegante y delicado en el modelado de las formas y las vestimentas que cubren a los personajes retratados en vívidas actitudes.
Una vez alcanzada una edad avanzada, dio muestras de una última prueba de su talento con la ejecución de la Virgen del Magnificat, encargada por Gaspard Fortia, marqués de Montréal, para Bédarrides.
Jacques Bernus falleció el 25 de marzo de 1728 en su villa natal de Mazan.